# 日本農村情報システム協会
社団法人日本農村情報システム協会（にほんのうそんじょうほうシステムきょうかい）は、かつて存在した農林水産省・総務省・経済産業省所管の社団法人。
設立は1975年。目的は、農林漁業・農山漁村に関する情報システムの普及・活用による、農業等地域産業の振興・地域住民の生活文化の向上・農山漁村における定住条件の整備の促進にある。主な事業内容として、防災行政無線デジタル化のための電波伝搬調査、ケーブルテレビ調査などがある。事務所は、東京都豊島区東池袋3-1-1 サンシャイン60ビル 56階 にある。

## 不明朗会計による破産
2009年5月、所管3省大臣は、不適切・不明朗会計を理由に、業務改善命令をする（民法67条2項）。同年6月9日、理事会は、負債が約14億円あり、基本財産の不正流用の回復のための資金調達ができないことから、破産手続開始の申立てをすることを決議し、同月23日、破産手続開始決定。破産の原因として、約6億4000万円の資産が、「情報システム技術会議」に流出していたことがあげられる。
また、自治体から請け負った防災無線の電波伝搬実験業務を情報システム技術会議へ委託し、さらに副会長が株主となっている株式会社グリーンフォーラムへ再委託していた。